# Aphrodita abyssalis
Aphrodita abyssalis är en ringmaskart som beskrevs av Kirkegaard 1996. Aphrodita abyssalis ingår i släktet Aphrodita och familjen Aphroditidae.
Artens utbredningsområde är havet kring Nya Zeeland. Inga underarter finns listade i Catalogue of Life.